# НСУ 6/8 ПС
НСУ 6/8 ПС био је мали комби произведен 1906. године од стране немачког произвођача аутомобила НСУ у њиховој фабрици у Некарсулму, као алтернатива за модел НСУ сулмобил.
Аутомобил је имао исти мотор као и НСУ сулмобил, запремине 451 цм³ (пречник х ход = 82 × 86 мм), снаге 5,9 kW (7,9 КС) са воденим хлађењем, пумпом за аутоматско подмазивање и магнетно паљење. Мотор је био постављен напред и преко конусног квачила, тробрзинског мењача и вратила погон је преношен на задње точкове.
Међуосовински размак је био 2000 мм, размак точкова 1150 мм, дужина возила 2700 мм тежина 650 кг и максимална брзина 40 км/ч. НСУ 6/8 ПС је било скупо возило, носивости 350 кг, и не нарочито популарно јер је његова употреба била ограничена те је већ у првој години производња била прекинута.